# 벤틀리 EXP 10 스피드 6
벤틀리 EXP 10 스피드 6(영어: Bentley EXP 10 Speed 6)는 2015년 제네바 모터쇼에서 공개된 벤틀리의 하이브리드 컨셉트 카이다.
이 차량은 생산되지는 않았지만, 2018년 벤틀리 컨티넨탈 디자인에 큰 영향을 주었다.

## 개요
벤틀리 EXP 10은 당시 벤틀리 컨티넨탈 GT보다 작은 2인승 쿠페이다. 이 차량의 이름은 1920년대 후반의 6.5리터 벤틀리 스피드 식스에서 따왔다. 이 프로젝트는 벤틀리 디자인 책임자인 뤽 동커볼케가 담당했다.

## 디자인
벤틀리 EXP 10 스피드 식스는 벤틀리의 새로운 디자인 방향을 제시했으며, 당시 브랜드의 기존 스타일링 언어와는 상당히 달랐다. 스피드 6는 벤틀리의 특징인 이중 원형 풀 LED 헤드램프를 유지하지만, 주 헤드램프는 거의 타원형에 가깝지만 정면에서 보면 완벽하게 원형으로 보인다. 보조 헤드램프는 벤테이가와 뮬산의 보조 헤드램프와 유사하며, 주 헤드램프보다 작고 통합형 헤드램프 워셔를 특징으로 한다.
후면 테일램프도 독특했다. 테일램프는 빨간색 유리로 된 타원형이며, 차량 후면에서 돌출되어 있고 풀 LED 테일램프이며, 그 모양은 스피드 식스의 넓은 이중 배기 파이프에서 보이는 모양과 거의 정확히 같다.
스피드 식스는 벤틀리의 첫 2인승 차량으로, 차체에 많은 주름과 선이 있는 공기역학적 디자인을 특징으로 하며, 벤틀리의 상징적인 "플라잉 B" 디자인 요소는 스피드 식스의 측면 패널과 도어에 있는 B자형 주름의 영감이 되었다. 또한 플라잉 B 측면 그릴도 존재한다.
또한, 스피드 6는 벤틀리 최초의 3D 프린팅 기술이 적용된 차량으로, 그릴의 일부와 차체의 다른 부분이 3D 프린팅되었다. 그릴은 벤틀리의 상징적인 메시형 그릴이며, 처음으로 "3D 디자인"을 특징으로 한다. 스피드 6는 다른 벤틀리 차량과 마찬가지로 여전히 코치빌트 방식이며 대부분 수작업으로 제작되었다.
스피드 6의 실내에는 여러 개의 곡선형 OLED 디스플레이가 장착되어 있는데, 이는 벤틀리에서 곡선형 및 OLED 기술을 처음 사용한 것이다. 동급 차량 중에서는 람보르기니 우라칸, 재규어 F-타입, 포르쉐 911, 페라리 캘리포니아 등 잠재적 경쟁 차량과 비교할 때 전례 없는 양의 가죽, 목재 베니어, 맞춤형 옵션 및 실내 장식을 특징으로 한다.
스피드 식스는 결국 가장 최근의 벤틀리 제품, 특히 2018년 컨티넨탈의 디자인 언어에 영감을 주었다.

## 파워트레인
이 컨셉트 카는 V6 플러그인 하이브리드 파워트레인을 특징으로 하며, 벤틀리 컨셉트 또는 생산 차량에 사용된 최초의 V6 플러그인 하이브리드 파워트레인이었다 (2014년 뮬산 하이브리드 컨셉트에는 V8 플러그인 하이브리드가 사용되었다).

## 갤러리

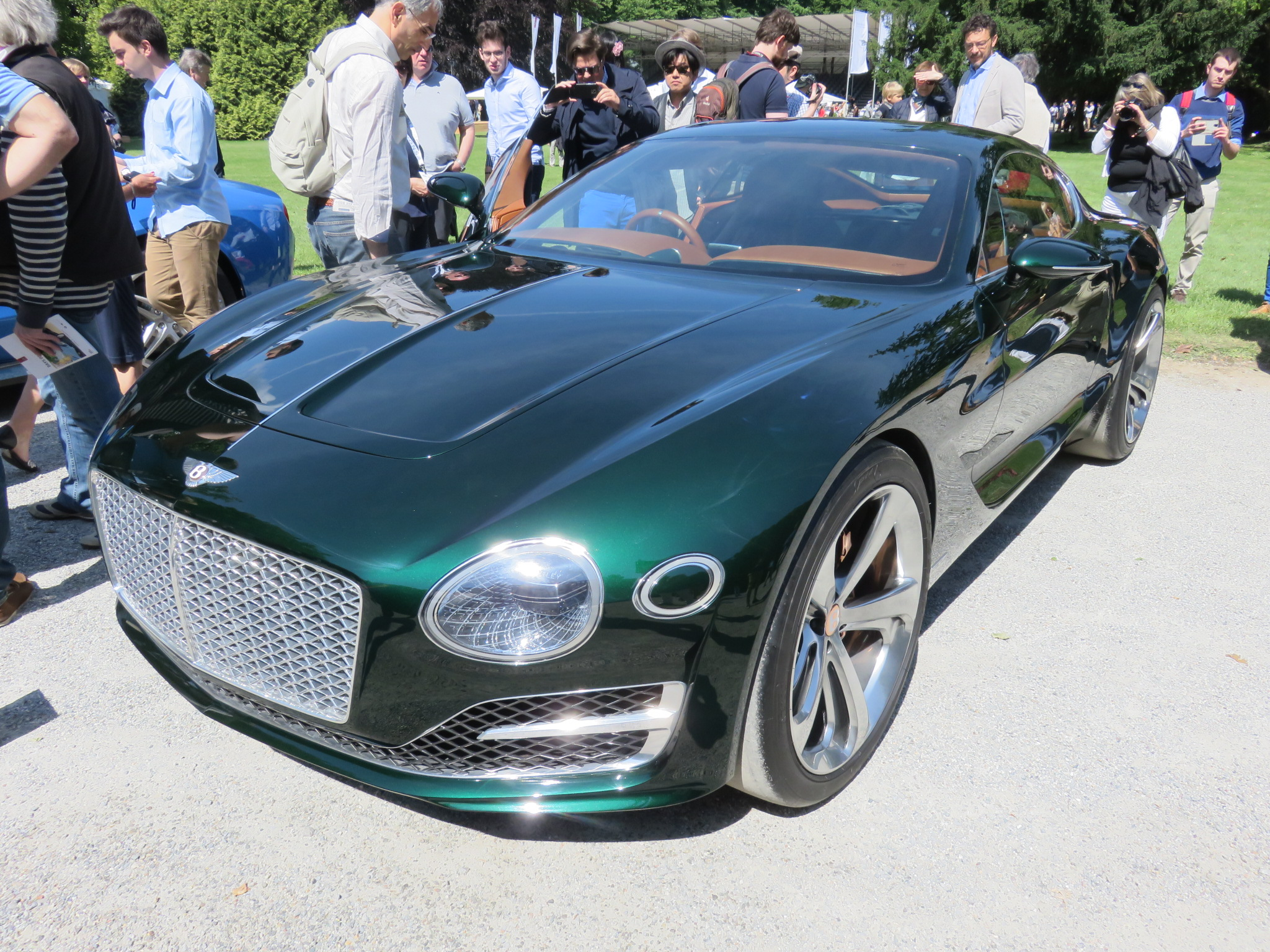
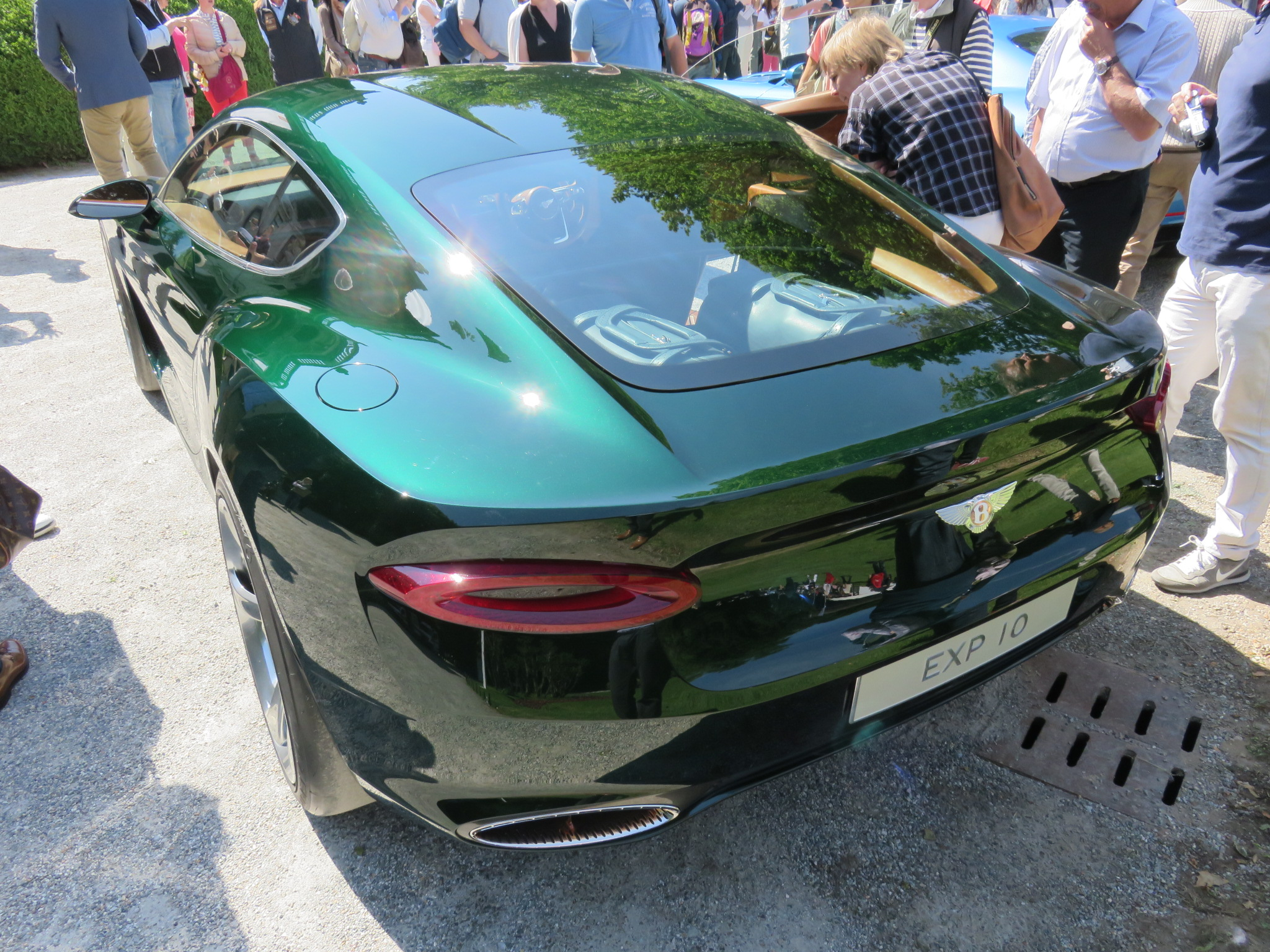
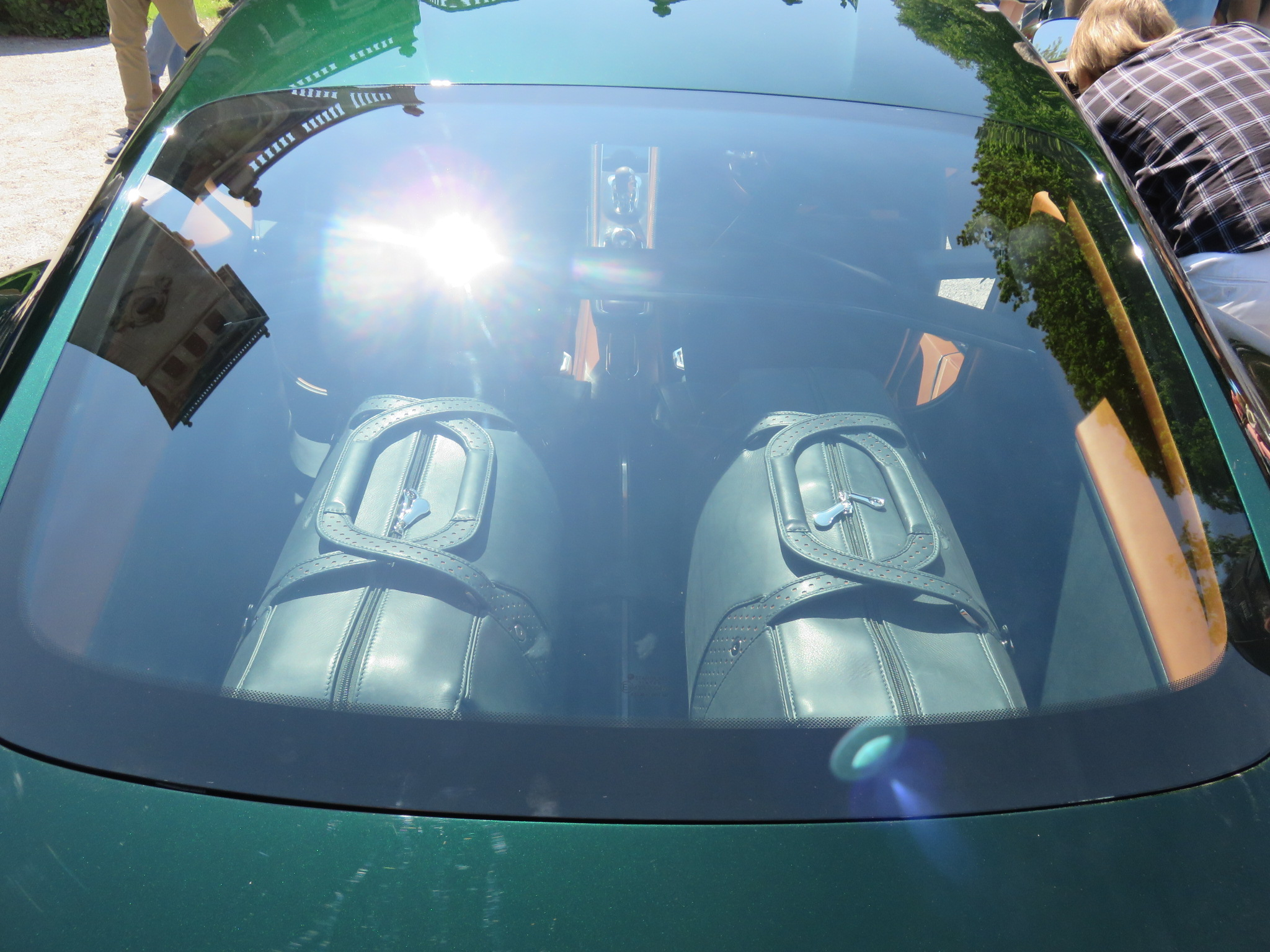
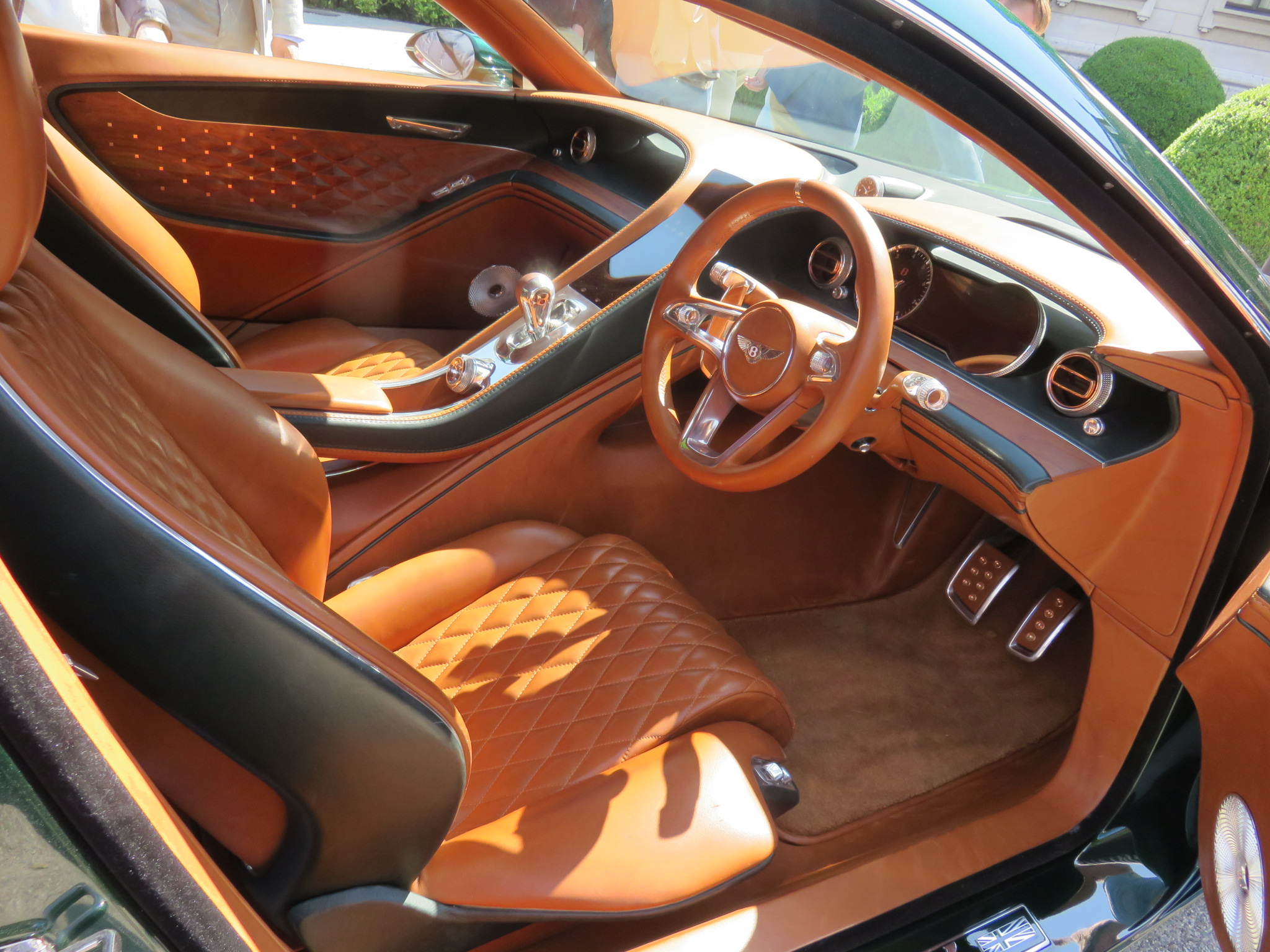